# 미스티크
미스틱(Mystique, 본명: 레이븐 다크홈, Raven Darkhölme)은 마블 코믹스의 프랜차이즈 작품인 엑스맨과 관련된 가상의 인물이다. 공동 작가 데이브 코크럼과 크리스 클레어먼트이 창작했으며, 1978년 5월 미즈 마블 #16에서 처음으로 등장한다.
그녀가 슈퍼빌런으로 있던 오랜 기간 동안에, 그녀가 소유했던 브라더후드 오브 뮤턴츠를 창설하였고 뮤턴트 일에 개입한 인물들을 암살 해왔다. 미스티크는 뮤턴트이며, 자연적으로 파란색 피부와 노란색 눈을 가진 변신능력자이다. 작품내에서 그녀는 100세가 넘은 것으로 언급된다. 미스틱은 빌런인 그레이든 크리드, 엑스맨 히어로 나이트크롤러의 어머니이고 히로인 로그의 양어머니이기도 하다. 그녀는 로그를 몇 년 동안 길렀다.
미스틱이 오랜 기간 동안 범죄를 저질렀지만, 일부 시리즈에서는 엑스맨의 프로페서 X와 같이 일을 하기도 하였다. 그녀는 이후에 투표를 통하여 엑스맨에 들어갔다.
미스틱은 5편의 엑스맨 영화들에 출연하였고, 그중에 세 편의 영화는 리베카 로메인이 연기하였고, 반면 엑스맨: 퍼스트 클래스(로메인은 이 영화에서 카메오로 출연함)과 엑스맨: 데이즈 오브 퓨처 패스트에서는 제니퍼 로렌스가 연기하였다. 2009년 IGN에서 선정한 코믹스속 최고의 빌런 중에서 18위에 올랐다.